# Емилия Скавра
Емилия Скавра (на латински: Aemilia Scaura; * 100 пр.н.е.; † 82 пр.н.е.) e единствена дъщеря на Марк Емилий Скавър Старши и неговата втора съпруга Цецилия Метела Далматика.
При нейното раждане баща ѝ е на 60 години, princeps senatus и най-влиятелен политик на Римската република. След смъртта на баща ѝ нейната майка се омъжва за Луций Корнелий Сула Феликс, който се грижи за възпитанието и материалното състояние на доведената си дъщеря.
През 82 пр.н.е. Емилия е омъжена с Маний Ацилий Глабрион и бременна, когато Сула я развежда от него и веднага я омъжва с Гней Помпей Магнус. Емилия умира след раждането на детето от първия си съпруг.
Нейният син Маний Ацилий Глабрион служи при Гай Юлий Цезар и е познат главно от някои писма на Цицерон (ad Fam. xiii. 30 – 39).
Виа Емилия Скавра е построена от баща ѝ.